# Lithocarpus annamitorus
Lithocarpus annamitorus är en bokväxtart som först beskrevs av Auguste Jean Baptiste Chevalier, och fick sitt nu gällande namn av Aimée Antoinette Camus. Lithocarpus annamitorus ingår i släktet Lithocarpus och familjen bokväxter. Inga underarter finns listade.